# Allommatisca
Allommatisca is een geslacht van wantsen uit de familie van de Miridae (blindwantsen). Het geslacht werd voor het eerst wetenschappelijk beschreven door José Cândido de Melo Carvalho en Paulo Sérgio Fiuza Ferreira in 1973.

## Soorten
Het genus is monotypisch en bevat alleen de volgende soort:

- Allommatisca squamosa Carvalho & Ferreira, 1973